# Liste der Kulturgüter in Bern
Die Liste der Kulturgüter in Bern enthält alle Objekte der Stadt Bern im Kanton Bern, die gemäss der Haager Konvention zum Schutz von Kulturgut bei bewaffneten Konflikten, dem Bundesgesetz vom 20. Juni 2014 über den Schutz der Kulturgüter bei bewaffneten Konflikten sowie der Verordnung vom 29. Oktober 2014 über den Schutz der Kulturgüter bei bewaffneten Konflikten unter Schutz stehen.

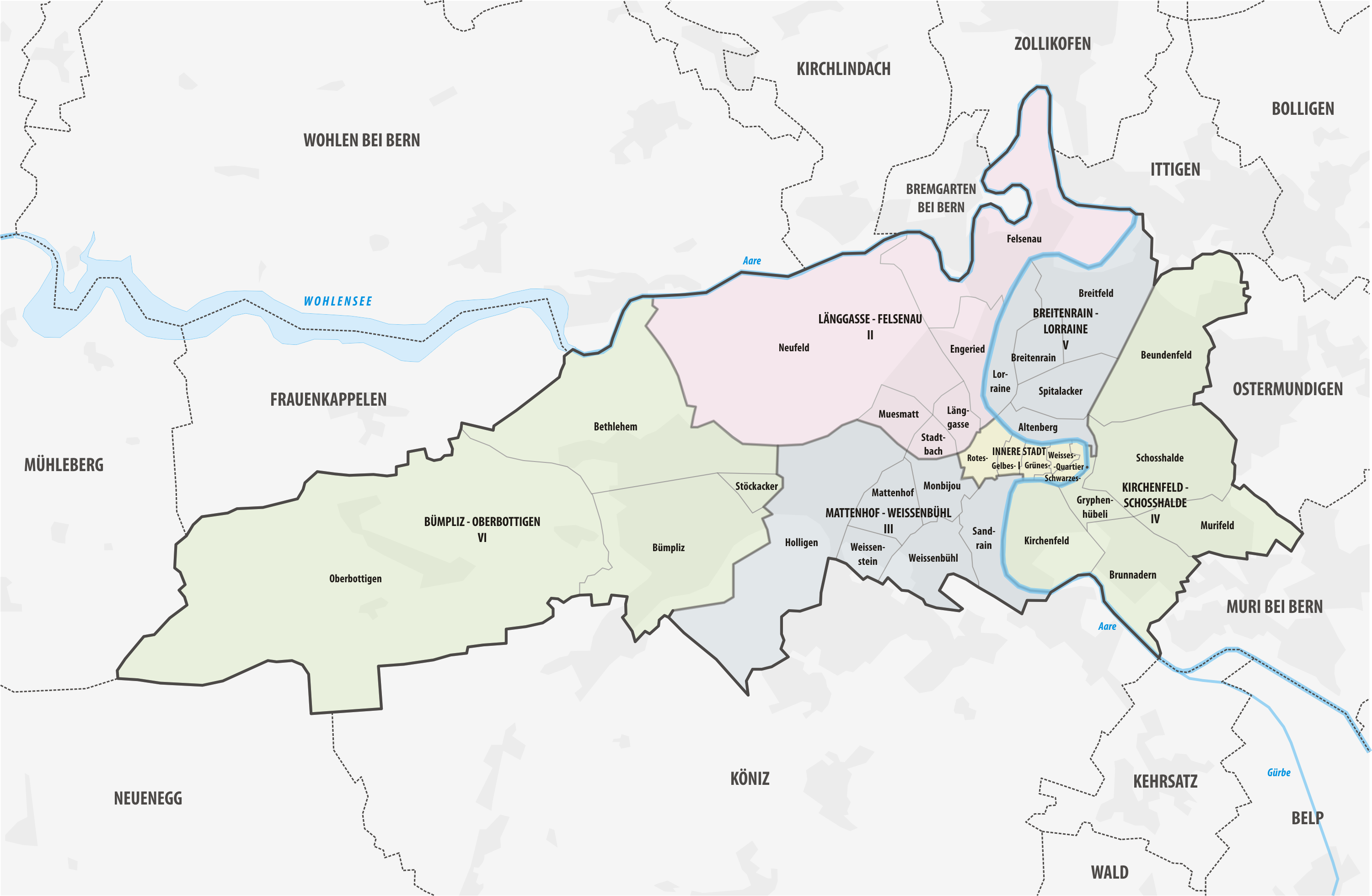
Stadtteile von Bern

Aus Gründen der Übersichtlichkeit ist die Liste nach den sechs Stadtteilen - Innere Stadt zusätzlich in Ost und West geteilt - gegliedert (Stand: 1. Januar 2024).:
- Breitenrain-Lorraine
- Bümpliz-Oberbottigen
- Innere Stadt (Ost) – östlicher Teil mit Grünem, Schwarzem und Weissem Quartier
- Innere Stadt (West) – westlicher Teil mit Gelbem und Rotem Quartier
- Kirchenfeld-Schosshalde
- Länggasse-Felsenau
- Mattenhof-Weissenbühl